# Ликер
Ликер је слатко алкохолно пиће често обогаћено укусом воћа, трава, зачина, сјемена, или неких других извора укуса. Ријеч ликер потиче од латинске ријечи liquifacere што значи отопити, а мисли се на отапање твари које ликеру дају укус. Ликери су већином изузетно слатки, те имају висок постотак алкохола (између 15% и 40%), што их убраја у категорију жестоких алкохолних пића. Примјери ликера: Халф, Јегермајстер, Крушковац, Ораховац и Пелинковац.

## Правне дефиниције
У Сједињеним Државама и Канади, где се жестока пића често називају „liquor“ (/ˈlɪkər/), често постоји забуна у разликовању ликера и жестоких пића, због многих различитих врста алкохолних пића која су данас доступна (нпр. ароматизована вотка). Ликери генерално садрже нижи садржај алкохола (15–30% ) од жестоких алкохолних пића и имају мешавину заслађивача, док неки могу да имају  и до 55%.

## Етимологија
Француска реч ликер потиче од латинске речи liquifacere, што значи „растворити се“.
У неким деловима Сједињених Држава и Канаде, ликери се називају кордијалима или шнапсом. Ово може да изазове забуну, јер је у Уједињеном Краљевству кордијал односи на безалкохолни концентровани воћни сируп, обично разблажен по укусу и конзумиран као негазирано безалкохолно пиће. Шнапс се, с друге стране, може односити на било које дестиловано пиће у Немачкој и аквавит у скандинавским земљама.

## Правне дефиниције
У Сједињеним Државама и Канади, где се жестока пића често називају „ликвором“, често постоји забуна у разликовању ликера и ликвора, због многих различитих врста ароматизованих жестоких пића која су данас доступна (нпр. ароматизована вотка). Ликери генерално садрже нижи садржај алкохола (15–30% ABV) од жестоких алкохолних пића и имају мешавину заслађивача, док неки могу да имају ABV и до 55%.

### Канада
Према прописима о храни и лековима (C.R.C., c. 870), ликери се производе мешањем алкохола са биљним материјалом. Ови материјали укључују сокове или екстракте из воћа, цвећа, лишћа или других биљних материјала. Екстракти се добијају намакањем, филтрирањем или омекшавањем биљних супстанци. Заслађивач се може додати у количини која је најмање 2,5 одсто готовог ликера. Проценат алкохола треба да буде најмање 23%. Такође може да садржи природне или вештачке ароме и боје

### Европска унија
Директива Европске уније о жестоким пићима даје смернице које се примењују на све ликере. Као такав, ликер мора да
- садрже најмање 15% алкохола по запремини,
- садрже најмање између 70 и 100 грама инвертованог шећера по литру,
- бити направљен коришћењем неутралног алкохола од житарица и/или дестилата пољопривредног порекла,
- бити зачињен природним аромама или онима које су идентичне са природним, и
- бити означен садржајем алкохола и списком свих садржаних боја за храну.

### Сједињене Државе
Биро за порезе и трговину на алкохол и дуван регулише ликере слично као у Канади. Ликери (а такође и жестока пића) се дефинишу као производи настали мешањем или редестилацијом дестилованих алкохолних пића са воћем, биљним производима, природним аромама, екстрактима или заслађивачима. Ови адитиви се морају додати у количини не мањој од 2,5% масе финалног производа.

## Припрема
Неки ликери се припремају инфузијом одређеног дрвета, воћа или цвећа у води или алкохолу и додавањем шећера или других предмета. Други се дестилују од ароматичних или зачинских средстава.
Ликери од аниса и ракија од аниса имају својство да се претварају из провидног у мутно стање када се додају води: уље аниса остаје у раствору у присуству високе концентрације алкохола, али се издваја када се концентрација алкохола смањи; ово је познато као узоу ефекат.

## Употреба

### Коктели
Ликери се понекад мешају у коктеле да би им дали укус. Додавањем ликера у коктел, може се променити укус и изглед коктела. Док су неки ликери обојени и дизајнирани тако да коктел искаче у боји, други су прозрачни што спречава да ликер преузме боју основног жестоког пића или гарниша.

### Слојевита пића
Слојевита пића се праве плутањем ликера различитих боја у одвојеним слојевима. Сваки ликер се полако сипа у чашу преко задње стране кашике или низ стаклену шипку, тако да течности различите густине остају непомешане, стварајући пругасти ефекат.

## Галерија
- Шартрез су правили француски картузијански монаси од 1740-их
- Алтватер биљни ликер произведен у Аустрији
- Мексички ликер на бази дамијане
- Фрејз ликер од јагода из Ардена, Белгија
- Кумкуат ликери са Крфа
- Демановка је традиционални словачки ликер који се производи од 1867
- Домаћи ликер од цвећа од зове
- Фиш шот је ликер са укусом бренда Fisherman's Friend
- Поар Вилијам (Вилијам Пеар) ликер предузећа Масенез[27]
- Б-52 је слојевито пиће припремљено коришћењем Гранд Марниера са врхом од ирске креме на бази ликера од кафе